# 希德沃維茨縣

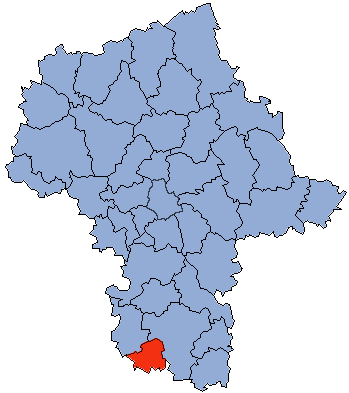

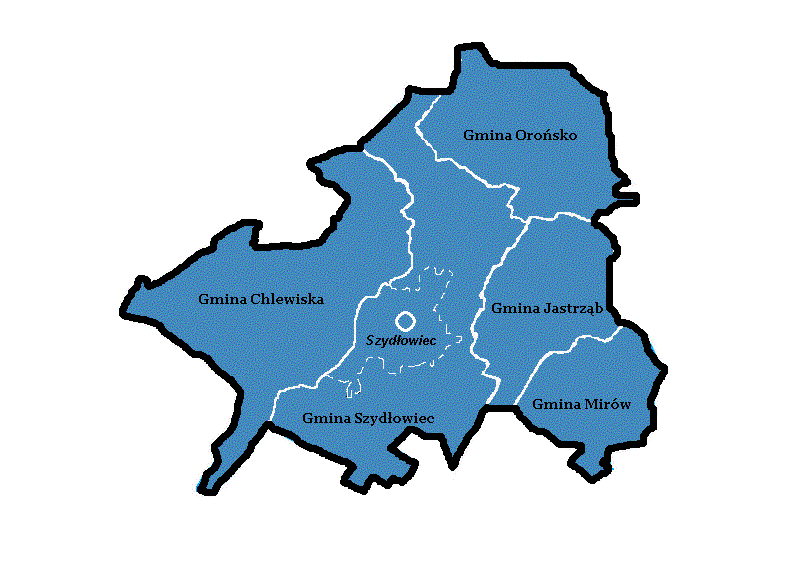

51°14′N 20°51′E / 51.233°N 20.850°E
希德沃維茨縣（波蘭語：Powiat szydłowiecki），是波蘭的縣份，位於該國中東部，由馬佐夫舍省負責管轄，首府設於希德沃維茨，面積452平方公里，2006年人口40,083，人口密度每平方公里89人。